# Бовайна (Техас)
Бовайна (англ. Bovina) — місто (англ. city) в США, в окрузі Пармер штату Техас. Населення — 1699 осіб (2020).

## Географія
Бовайна розташована за координатами 34°30′56″ пн. ш. 102°53′5″ зх. д. / 34.51556° пн. ш. 102.88472° зх. д. (34.515657, -102.884656).  За даними Бюро перепису населення США в 2010 році місто мало площу 3,05 км², уся площа — суходіл.

## Демографія
Згідно з переписом 2010 року, у місті мешкало 1868 осіб у 571 домогосподарстві у складі 460 родин. Густота населення становила 612 осіб/км².  Було 637 помешкань (209/км²).
Расовий склад населення:
| - 76,1 % — білих - 1,2 % — корінних американців - 1,0 % — чорних або афроамериканців - 0,2 % — азіатів - 0,1 % — вихідців з тихоокеанських островів - 19,6 % — осіб інших рас |

До двох чи більше рас належало 1,9 %. Частка іспаномовних становила 82,3 % від усіх жителів.
За віковим діапазоном населення розподілялося таким чином: 34,1 % — особи молодші 18 років, 56,6 % — особи у віці 18—64 років, 9,3 % — особи у віці 65 років та старші. Медіана віку мешканця становила 28,3 року. На 100 осіб жіночої статі у місті припадало 102,4 чоловіків;  на 100 жінок у віці від 18 років та старших — 100,2 чоловіків також старших 18 років.
Середній дохід на одне домашнє господарство  становив 40 366 доларів США (медіана — 34 792), а середній дохід на одну сім'ю — 41 531 долар (медіана — 33 750). Медіана доходів становила 33 429 доларів для чоловіків та 25 179 доларів для жінок. За межею бідності перебувало 24,2 % осіб, у тому числі 41,2 % дітей у віці до 18 років та 13,0 % осіб у віці 65 років та старших.
Цивільне працевлаштоване населення становило 806 осіб. Основні галузі зайнятості: виробництво — 34,5 %, освіта, охорона здоров'я та соціальна допомога — 14,6 %, сільське господарство, лісництво, риболовля — 10,7 %, роздрібна торгівля — 9,9 %.